# Bellavista, Autlán de Navarro
Bellavista är en ort i Mexiko.   Den ligger i kommunen Autlán de Navarro och delstaten Jalisco, i den södra delen av landet, 500 km väster om huvudstaden Mexico City. Bellavista ligger 948 meter över havet och antalet invånare är 295.
Terrängen runt Bellavista är lite bergig. Runt Bellavista är det ganska tätbefolkat, med 75 invånare per kvadratkilometer. Närmaste större samhälle är Autlán de Navarro, 11,3 km nordväst om Bellavista. I omgivningarna runt Bellavista växer huvudsakligen savannskog.